# Cantonul Vergt
Cantonul Vergt este un canton din arondismentul Périgueux, departamentul Dordogne, regiunea Aquitania, Franța.

## Comune
| Comune                    | Populație (1999) | Cod poștal | Cod INSEE |
| ------------------------- | ---------------- | ---------- | --------- |
| Bourrou                   | 137              | 24110      | 24061     |
| Breuilh                   | 249              | 24380      | 24065     |
| Cendrieux                 | 574              | 24380      | 24092     |
| Chalagnac                 | 398              | 24380      | 24094     |
| Creyssensac-et-Pissot     | 241              | 24380      | 24146     |
| Église-Neuve-de-Vergt     | 453              | 24380      | 24160     |
| Fouleix                   | 224              | 24380      | 24190     |
| Grun-Bordas               | 202              | 24380      | 24208     |
| Lacropte                  | 642              | 24380      | 24220     |
| Saint-Amand-de-Vergt      | 226              | 24380      | 24365     |
| Saint-Maime-de-Péreyrol   | 274              | 24380      | 24459     |
| Saint-Michel-de-Villadeix | 308              | 24380      | 24468     |
| Saint-Paul-de-Serre       | 260              | 24380      | 24480     |
| Salon                     | 250              | 24380      | 24518     |
| Vergt                     | 1.637            | 24380      | 24571     |
| Veyrines-de-Vergt         | 248              | 24380      | 24576     |